# Jerzy Plattenberg
Jerzy Plattenberg (Plattemberg) herbu własnego – podkomorzy wendeński w latach 1641-1663, starosta czorsztyński od 1643 roku po 1663 roku.
Koniuszy i dworzanin Władysława IV Wazy. W 1648 roku był elektorem Jana II Kazimierza Wazy z województwa inflanckiego.